# Montañas de Zemplín
Las montañas de Zemplín (en eslovaco: Zemplínske vrchy) son una mesorregión del sureste de Eslovaquia.

## Topografía
Pertenecen al área Mátra-Slanec, que forma parte de los Cárpatos occidentales interiores. Se extienden de noroeste a sureste y están rodeadas por el noroeste por las tierras altas de Eslovaquia oriental, por el este y el sur por la llanura de Eslovaquia oriental, por el oeste delimita la frontera estatal con Hungría. Su única subdivisión geomorfológica es Roňavská brána, regada por el río Roňava, que separa Eslovaquia de Hungría, en la parte occidental de la cordillera.
Con una superficie de 101 km², es una de las montañas del país. Su cumbre más alta, Rozhladňa alcanza los 469 m sobre el nivel del mar. Las colinas de Zemplín son drenadas por el río Bodrog y pertenecen a una zona de clima cálido. Las posiciones más altas están cubiertas por bosques caducifolios, las más bajas, especialmente los lados sur se utilizan para la agricultura para el cultivo frutícola.
La composición de los suelos en los promontorios del suroeste de las montañas fue la principal responsable del establecimiento de la zona vinícola de Tokaj, que llega a Zemplín desde Hungría.

## Geología
Los cerros de Zemplín también son conocidos en la literatura geológica como isla de Zemplín. Algunos autores lo entienden como una unidad tectónica separada, Zemplinikum. Toda la cordillera está rodeada de sedimentos neógenos jóvenes y neovolcánicos de la cuenca del este de Eslovaquia. Las rocas cristalinas de la cordillera están formadas por rocas metamórficas, principalmente rocas, gneis, anfibolitas y migmatitas, que en el territorio eslovaco se encuentran solo en un área muy pequeña cerca de Byšta. En su sobrecarga, los sedimentos continentales del Carbonífero y del Pérmico con capas más pequeñas de hulla probablemente se encuentran en el manto, pero predominan los conglomerados, las areniscas y las arcillas. También hay cuarcitas, calizas y dolomitas del Triásico. En los bordes hay riodacitas, andesitas y basaltos del Mioceno. 

## Poblaciones

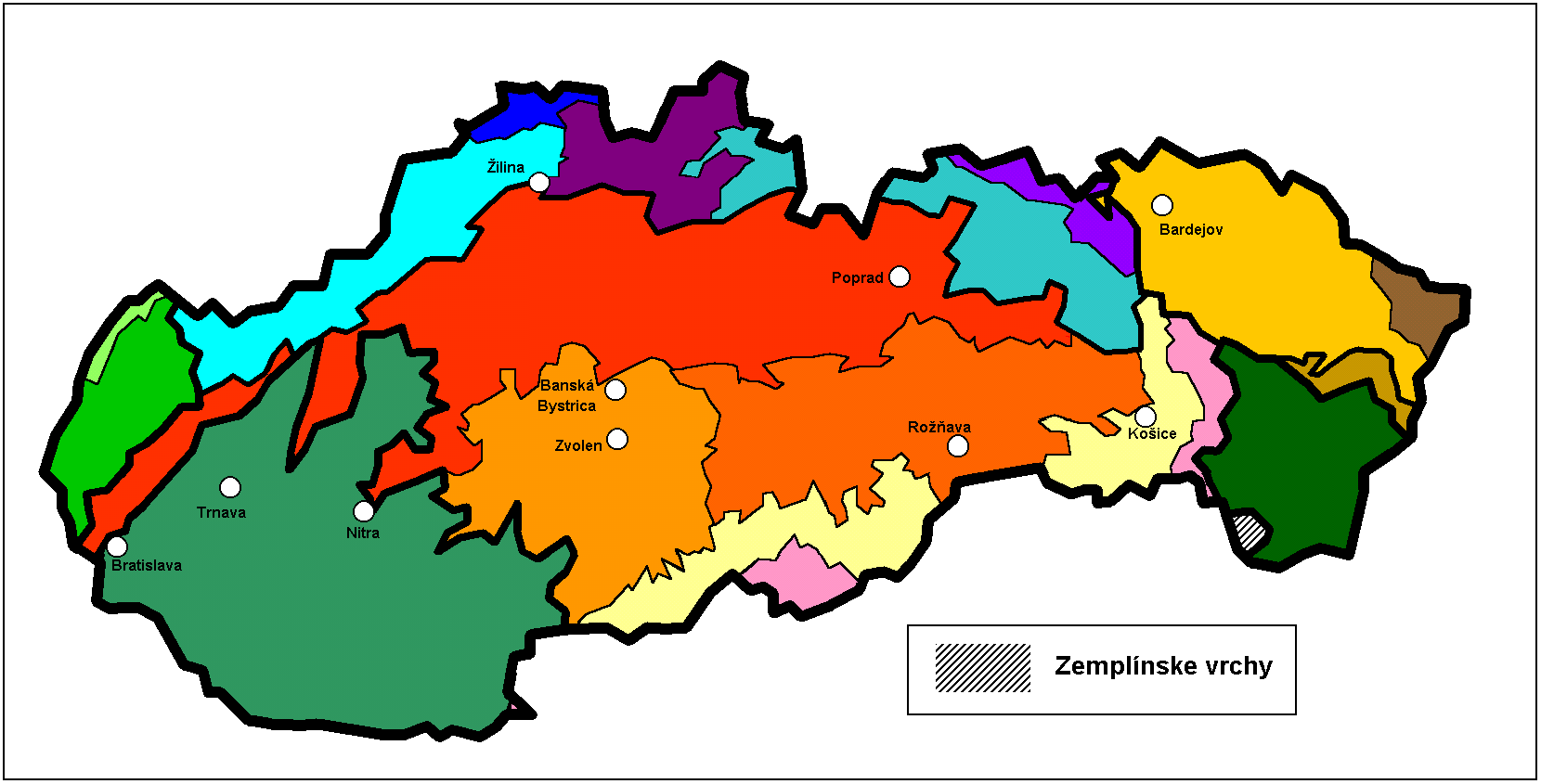
Las montañas de Zemplín en el mapa geomorfológico de Eslovaquia.

En el territorio de las montañas se hallan las localidades de Černochov, Mála Bara, Veľká Bara y Malá Tŕňa. En las laderas del sur, a orillas del río Bodrog, se hallan Ladmovce y Viničky. En las estribaciones orientales se halla la localidad homónima de Zemplín.